# Leticia Romero
Leticia Romero González (Agüimes, 28 de mayo de 1995), es una jugadora de baloncesto española, que juega en la posición de base. Es internacional con la selección absoluta española con la cual ha obtenido medalla de plata en el Mundial 2014 y en los Juegos Olímpicos de Río de Janeiro 2016,la de Bronce en el Eurobasket 2015 y la de oro en el Eurobasket 2017. Además de numerosas medallas y reconocimientos en las categorías inferiores.

## Trayectoria
Con 15 años, 4 meses y 21 días, debutó en Liga Femenina con su equipo, el C.B. Islas Canarias. Tras tres temporadas en España en 2013 es reclutada por la Universidad de Kansas State, Tras un primer año en Kansas solicita el "tranfer exception" para marcharse a los Seminoles de la Universidad Estatal de Florida, donde pasa tres años de éxitos.
En abril de 2017 fue elegida en el puesto 16 en la segunda ronda del Draft de la WNBA por Connecticut Sun. Aunque rechazó jugar en la WNBA por centrarse en la selección y ficha por el ZVVZ USK Praha, tras conseguir el oro en el Eurobasket 2017 disputado en la República Checa.
Tras una temporada en Praga, se incorpora a la WNBA fichando por los Dallas Wings.
En la temporada 2019-20 ficha por el Valencia Basket. En la Copa de la Reina de 2024 fue elegida MVP. 

## Palmarés con la selección española

### Absoluta
- Eurobasket 2017 –  República Checa
- Mundial 2014 –  Turquía
- Juegos Olímpicos de 2016 –  Río de Janeiro
- Eurobasket 2015 –  Hungría y  Rumania

### Categorías inferiores
- Europeo U16 2011  Italia
- Europeo U18 2013  Croacia – MVP
- Europeo U20 2015  España
- Mundial U17 2012  Países Bajos – Equipo ideal
- Europeo U20 2014  Italia – Equipo ideal